# Pamela McGee
Pamela Denise McGee (Flint, 1º dicembre 1962) è un'ex cestista e allenatrice di pallacanestro statunitense, professionista nella WNBA.
È la madre di JaVale McGee e di Imani McGee-Stafford: è la prima giocatrice della WNBA ad avere un figlio sia nella NBA che nella WNBA.

## Carriera
È stata scelta dalle Sacramento Monarchs al primo giro dell'Elite Draft del Draft WNBA 1997 (2ª scelta assoluta).
Con gli Stati Uniti ha disputato i Campionati mondiali del 1983 e i Giochi olimpici di Los Angeles 1984.